# 切斯特菲爾德 (新罕布什爾州)
切斯特菲爾德（英語：Chesterfield）是一個位於美國新罕布什爾州切希爾縣的鎮。

## 人口
根據2020年美國人口普查的數據，切斯特菲爾德的面積為123.10平方千米，當中陸地面積為118.00平方千米，而水域面積為5.10平方千米。當地共有人口3552人，而人口密度為每平方千米29人。